# 조쇼르구

방글라데시 조쇼르구

조쇼르구(벵골어: যশোর জেলা)는 방글라데시 남서부 지역에 있는 구로, 행정 중심지는 조쇼르이다. 서쪽으로는 인도, 남쪽으로는 쿨나구와 사트키라구, 동쪽으로는 쿨나구와 나라일구, 북쪽으로는 제나이다구와 마구라구와 접해 있다.
그 지역은 일년 내내 다양한 작물을 생산한다. 파탈리라고 불리는 대추 설탕은 지역에서 자란 대추나무의 수액으로 만들어진다. 그것은 전통적인 방법을 사용하여 요리되고, 걸쭉해지고 결정화된다. 파탈리는 주로 카주라에서 생산되지만, 케샤브푸르 우파질라와 마니람푸르 우파질라 지역에서 많은 대추나무가 재배된다.

## 역사
조쇼르구는 한때 고대의 방가 왕국의 자나파다에 속했다. 15세기에 조쇼르는 프라타파디티야 왕국의 일부였다. 그 후 무굴 제국에 의해 정복되었다.
1781년 총독이 조쇼르 인근 무랄리에 법원을 열라고 명령하면서 조쇼르 행정구역에 마침내 영국 행정이 수립되었다. 1947년 제시르는 인도와 (당시) 파키스탄에 나뉘어 있었다. 방가온과 가이가타를 제외한 이 구역은 동파키스탄의 일부가 되었다.
조쇼르 병영에 주둔하던 벵골 병사들은 1971년 3월 29일 파키스탄 육군에 항거했다. 그들은 하피즈 우딘 대위와 안와르 중위가 이끌었고, 300명의 병사가 사망했다. 반군은 찬차라에서 기관총 사격으로 파키스탄 병사 50명을 사살했다.

## 인구
| 연도     | 인구      | ±% p.a. |
| -------- | --------- | ------- |
| 1974     | 1,335,342 | —       |
| 1981     | 1,710,608 | +3.60%  |
| 1991     | 2,106,996 | +2.11%  |
| 2001     | 2,471,554 | +1.61%  |
| 2011     | 2,764,547 | +1.13%  |
| 2022     | 3,076,849 | +0.98%  |
| Sources: |           |         |

2022년 방글라데시 인구 조사에 따르면 제시어 구는 798,057가구, 인구 3,076,849명으로 이 중 23.3%가 도시지역에 거주하고 있다. 인구밀도는 km2당 1,180명이었다. 문맹률(7세 이상)은 77.0%로 전국 평균 74.7%에 비해 높았다.

## 기후
| Jessore의 기후             | Jessore의 기후 | Jessore의 기후 | Jessore의 기후 | Jessore의 기후 | Jessore의 기후 | Jessore의 기후 | Jessore의 기후 | Jessore의 기후 | Jessore의 기후 | Jessore의 기후 | Jessore의 기후 | Jessore의 기후 | Jessore의 기후 |
| 월                         | 1월            | 2월            | 3월            | 4월            | 5월            | 6월            | 7월            | 8월            | 9월            | 10월           | 11월           | 12월           | 연간           |
| -------------------------- | -------------- | -------------- | -------------- | -------------- | -------------- | -------------- | -------------- | -------------- | -------------- | -------------- | -------------- | -------------- | -------------- |
| 일평균 최고 기온 °C (°F)   | 22.9 (73.2)    | 27.0 (80.6)    | 33.4 (92.1)    | 41.0 (105.8)   | 38.1 (100.6)   | 32.6 (90.7)    | 31.4 (88.5)    | 31.6 (88.9)    | 32.1 (89.8)    | 31.5 (88.7)    | 29.2 (84.6)    | 24.9 (76.8)    | 31.3 (88.4)    |
| 일일 평균 기온 °C (°F)     | 15.4 (59.7)    | 19.3 (66.7)    | 26.1 (79.0)    | 34.6 (94.3)    | 33.0 (91.4)    | 29.2 (84.6)    | 28.4 (83.1)    | 28.6 (83.5)    | 28.7 (83.7)    | 27.2 (81.0)    | 23.1 (73.6)    | 17.8 (64.0)    | 26.0 (78.7)    |
| 일평균 최저 기온 °C (°F)   | 9.0 (48.2)     | 11.7 (53.1)    | 18.9 (66.0)    | 28.3 (82.9)    | 27.9 (82.2)    | 25.8 (78.4)    | 25.5 (77.9)    | 25.6 (78.1)    | 25.4 (77.7)    | 23.0 (73.4)    | 17.0 (62.6)    | 10.6 (51.1)    | 20.7 (69.3)    |
| 평균 강수량 mm (인치)      | 11 (0.4)       | 19 (0.7)       | 40 (1.6)       | 77 (3.0)       | 168 (6.6)      | 314 (12.4)     | 304 (12.0)     | 293 (11.5)     | 245 (9.6)      | 144 (5.7)      | 28 (1.1)       | 8 (0.3)        | 1,651 (64.9)   |
| 평균 상대 습도 (%)         | 46             | 35             | 36             | 44             | 60             | 76             | 75             | 76             | 74             | 70             | 51             | 44             | 57             |
| 출처: National news papers |                |                |                |                |                |                |                |                |                |                |                |                |                |

## 경제
조쇼르 경제의 주요 요인은 샤르샤 우파질라에 위치한 베나폴 랜드 포트이다. 방글라데시와 인도 간 수출입 무역의 상당 부분이 이 항구를 통해 이루어진다. 국경의 반대편에는 페트라폴이 있다. 이 항구는 정부의 수입세를 만드는 데 중요하다.

## 같이 보기
- 쿨나주